# قوزلوي خانية
قوزلوي خانية (بالفارسية: قوزلوی خانیه) هي قرية تقع في أذربيجان الغربية في إيران. يقدر عدد سكانها بـ 13 نسمة بحسب إحصاء 2016.